# Sankta Anna kyrka, Helsingborg

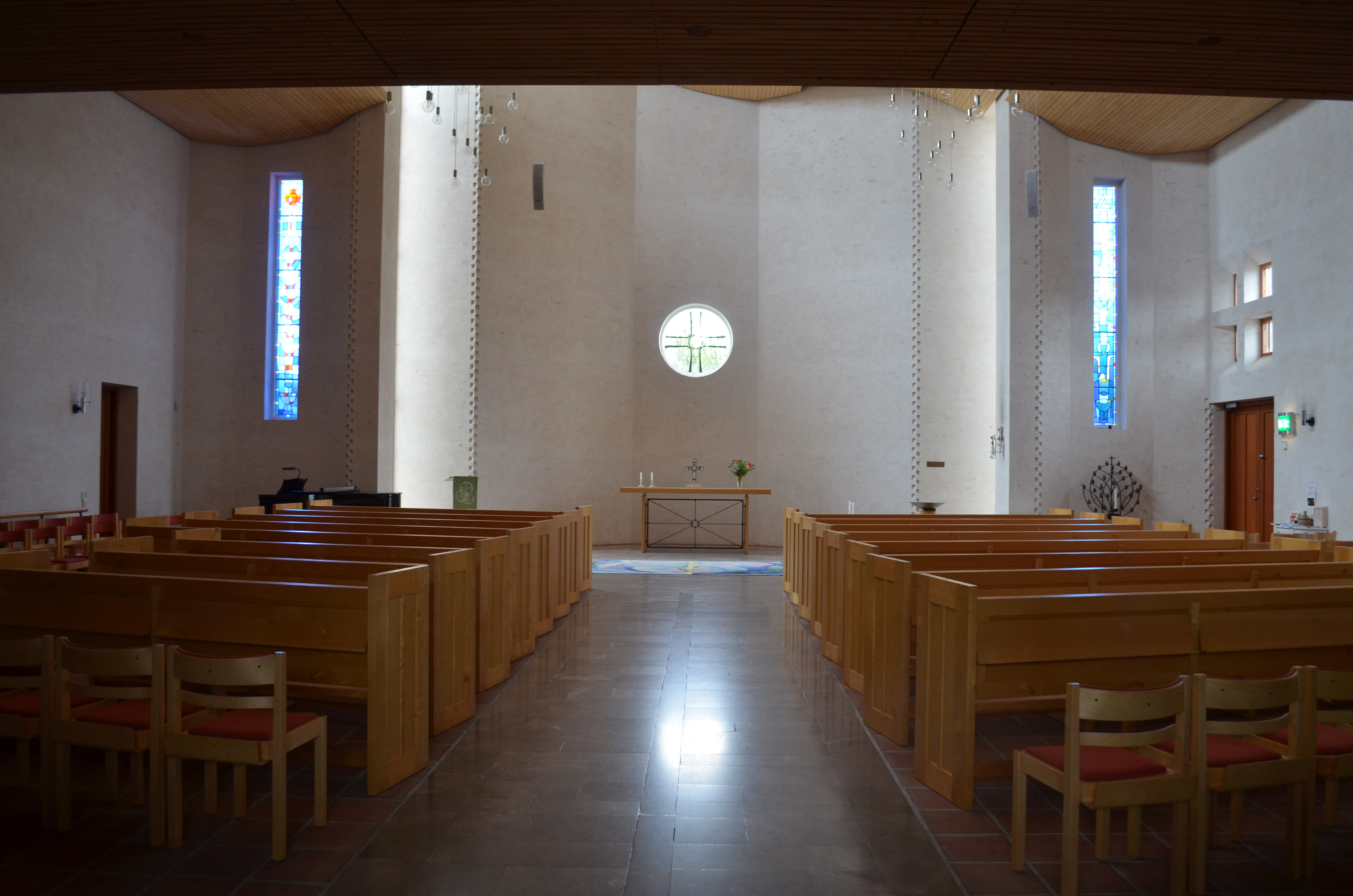
Sankt Anna kyrkas kyrkorum

Sankta Anna kyrka, som ersatte den tidigare Ringstorpskyrkan, är en kyrkobyggnad i Helsingborg tillhörande Maria församling i Lunds stift.

## Kyrkobyggnaden
Denna stadsdelskyrka ligger på Johan Banérs gata 65 i stadsdelen Ringstorp. Den invigdes av biskop Christina Odenberg den 6 maj 2001. Byggnaden, som har ritats av Sonny Mattsson och Gun Andersson från Michelsen arkitekter, är vitputsad och har formen av en basilika. 
Invid kyrkan står en klockstapel med två klockor. 
Tidigare fanns här en vandringskyrka som var uppförd 1968.

## Inventarier

### Orgel
1969 byggde Anders Persson Orgelbyggeri, Viken en orgel med fem stämmor. Orgeln flyttades 1987 till Timsfors kapell i Markaryd.
| Manual       | Pedal      | Koppel   |  |
| Gedackt 8’   | Sordun 16’ | Man/Ped. |  |
| Rörflöjt 4’  |            |          |  |
| Principal 2’ |            |          |  |
| Oktava 1’    |            |          |  |

1987 byggde J. Künkels Orgelverkstad AB i Färjestaden en mekanisk orgel.
| Huvudverk I    | Svällverk II      | Pedal      | Koppel  |
| Gedackt 8'     | Regal 8´          | Subbas 16´ | I/P     |
| Principal 4'   | Crescendosvällare |            | II/P    |
| Koppelflöjt 4' |                   |            | II/I    |
| Svegel 2'      |                   |            | II 4'/P |
| Nasat 1 1/3'   |                   |            |         |

Den nuvarande orgeln är byggd av orgelbyggaren Knut Kaliff Ålem 2004.